# Улица Пернавас (Рига)
Улица Пе́рнавас (латыш. Pērnavas iela, в переводе Пярнуская) — улица в Латгальском предместье города Риги, в микрорайонах Гризинькалнс (от начала улицы до ул. Августа Деглава) и Авоты. Проходит от улицы Бривибас (где является продолжением улицы Сенчу) до пересечения с улицей Матиса (у железнодорожной линии Рига — Земитаны).
Является одной из важнейших транспортных магистралей своего района. Общая длина улицы составляет 2261 метр.
На улице Пернавас расположен парк Гризинькалнс.

## История
Улица Пернавас возникла в третьей четверти XIX века под названием Львиная улица (латыш. Lauvas iela, нем. Löwen Strasse) — она простиралась от Александровской улицы (ныне Бривибас) до нынешней улицы Лаувас в Московском форштадте. После построения железнодорожных линий Рига — Даугавпилс и Рига — Милгравис улица оказалась разделена на три отдельные части, из которых северная (наиболее значительная) в 1885 году получила современное название (нем. Pernauer Strasse, истор. рус. Пернавская улица). В дальнейшем переименований улицы не было.

## Примечательные здания и сооружения
- Дома № 41 (1912 г.), № 43 (1910 г.) и № 62 являются охраняемыми памятниками архитектуры местного значения[4].
- В доме № 10 в 1958—1975 годах жил академик Соломон Гиллер[5].

## Прилегающие улицы
Улица Пернавас пересекается со следующими улицами:
- Улица Бривибас
- Улица Кришьяня Барона
- Улица Дарзауглю
- Улица Александра Чака
- Улица Звайгжню
- Улица Рудолфа
- Улица Ата
- Улица Варну
- Улица Лауку
- Улица Яня Асара
- Улица Стадиона
- Улица Августа Деглава
- Улица Руйиенас
- Улица Сунтажу
- Улица Нарвас
- Улица Вагону
- Улица Стренчу
- Улица Матиса

## Общественный транспорт
- 🇹 Троллейбусный маршрут 13, конечная остановка маршрута 5;
- 🇦 Автобусные маршруты 3, 6, 47, 49.